# Sean Okoli
Sean Okoli (Federal Way, 3 februari 1993) is een Amerikaans voetballer die bij voorkeur als aanvaller speelt. In 2015 verruilde hij Seattle Sounders voor New England Revolution.

## Clubcarrière
Op 9 januari 2014 werd bekendgemaakt dat Okoli vanuit de jeugd een professioneel contract had getekend bij Seattle Sounders FC. Zijn debuut maakte hij op 8 maart 2014 tegen Sporting Kansas City. Op 15 januari 2015 werd Okoli naar New England Revolution gestuurd. 